# Pinguicula crassifolia
Pinguicula crassifolia är en tätörtsväxtart som beskrevs av S. Zamudio. Pinguicula crassifolia ingår i släktet tätörter, och familjen tätörtsväxter. Inga underarter finns listade i Catalogue of Life.